# Selección de fútbol de Sudán
La selección de fútbol de Sudán (en árabe: منتخب السودان الوطني لكرة القدم‎) es el equipo representativo del país en las competiciones oficiales. Es dirigida por la Asociación de Fútbol de Sudán, perteneciente a la Confederación Africana de Fútbol y la FIFA. En el año 2011, Sudán del Sur se independizaría de su homólogo del Norte, creando así un seleccionado aparte, la selección nacional de Sudán del Sur.
En 1957 Sudán clasificó al repechaje para la Copa Mundial de Fútbol de 1958 contra Gales. Sin embargo, Sudán se retiró debido a problemas económicos, por lo que Israel entró en su lugar.

## Historia
La Asociación de Fútbol de Sudán se fundó en 1936 y, por lo tanto, se convirtió en una de las asociaciones de fútbol más antiguas de África. Sin embargo, antes de la fundación de la Asociación de Fútbol, Sudán había comenzado a experimentar el fútbol traído al país por los colonizadores británicos desde principios del siglo XX a través de Egipto. Otros clubes sudaneses fundados en ese momento incluyen Al-Hilal Omdurman, Al-Merrikh, que llevó a la popularización del fútbol en el país. La Liga de Jartum se convirtió en la primera liga nacional que se jugó en Sudán, sentando las bases para el futuro desarrollo del fútbol sudanés.
Con una temprana experiencia en el fútbol, Sudán se afilió rápidamente a la FIFA en 1948, y poco después, los funcionarios sudaneses jugaron un papel decisivo, junto con sus homólogos etíopes, sudafricanos y egipcios, formando la Confederación Africana de Fútbol en la capital sudanesa de Jartum en 1957. Tras el establecimiento de la CAF, Sudán participó en la Copa Africana de Naciones de 1957, la primera Copa Africana de Naciones histórica en la que Sudán fue anfitrión. El equipo nacional terminó tercero, ya que Sudáfrica fue suspendida por el apartheid.
Durante esa era temprana, Sudán produjo algunos de los mejores jugadores, sobre todo Mustafa Azhari, el capitán de Sudán durante este período; Nasr El-Din Abbas, quien se convirtió en el máximo goleador de Sudán en la selección de fútbol del país; Siddiq Manzul, quien fue un líder fundamental en la delantera de Sudán; Ali Gagarin con su habilidad meteórica. Sudán luego ganó la Copa Africana de Naciones de 1970, su único trofeo africano hasta la fecha.
Con el retiro de un número significativo de estrellas del fútbol sudanés en ese momento, la selección nacional de Sudán se deterioró. Sudán participó en las ediciones de 1972 y 1976, pero no pudo pasar de la fase de grupos. En ese momento, Sudán estaba plagado de la primera y la segunda guerra civil que llevaron a que el fútbol en el país fuera en gran medida incapaz de mantener su estatus. Asimismo, Sudán también sufrió una serie de trastornos políticos que agotaron los recursos futbolísticos del país. Como tal, Sudán luchó para clasificarse para otra AFCON, y el país aún tiene que clasificarse para una sola Copa Mundial de Fútbol. Solo Libia es el otro país árabe importante en África que nunca ha logrado la hazaña. A menudo, Sudán participó en la calificación de AFCON y la mayoría terminó en la parte inferior o casi inferior de su calificación. Esto contrastaba totalmente con sus éxitos en la competición de clubes, ya que los clubes sudaneses eran omnipresentes en la Liga de Campeones de la CAF.
El 9 de septiembre de 2007, Sudán venció a Túnez, participante de la Copa del Mundo, por 3-2 en casa, lo que convirtió a Sudán en el mejor clasificado del Grupo 4 de clasificación para la Copa Africana de Naciones de 2008. Esto significaba que Sudán finalmente había regresado a la AFCON después de 32 años. En la Copa Africana de Naciones de 2008, la primera en 32 años, Sudán se agrupó en el grupo C, que compartió con Egipto, Camerún y Zambia. Sudán perdió los tres juegos competitivos y terminó en la parte inferior de su grupo.
Sudán llegó a la ronda final de las eliminatorias para la Copa del Mundo de 2010, pero terminó último con solo un punto, sin poder llegar a AFCON ni a la Copa del Mundo.
Sudán (como anfitrión) se clasificó automáticamente para el Campeonato Africano de Naciones de 2011. Terminaron primeros de su grupo que estaba formado por Argelia, Uganda y Gabón para luego avanzar a las etapas eliminatorias. Después de derrotar a Níger en los penaltis en los cuartos de final, perdió contra Angola en las semifinales (también en los penaltis) para luego ganar 1-0 a los excompañeros de grupo Argelia (que también perdió en los penaltis en las semifinales) y terminar tercero en el Campeonato, su primer terminar entre los 4 primeros en un gran torneo africano desde 1970.
En la clasificación para la Copa Africana de Naciones de 2012, Sudán volvió a estar en el mismo grupo con Ghana, junto con Suazilandia y el Congo. Sudán perdió solo un partido y llegó al torneo En la Copa Africana de Naciones de 2012, en el grupo B, Sudán terminó segundo detrás de Costa de Marfil y superó a Angola por diferencia de goles para llegar a la fase eliminatoria por primera vez desde 1970. Sudán jugó contra Zambia en los cuartos de final y perdió 0-3.
En la clasificación para la Copa Africana de Naciones de 2013, Sudán sufrió un gran golpe cuando perdió ante la vecina Etiopía por gol fuera de casa, perdiendo 0-2 en Addis Abeba después de una victoria llena de acontecimientos por 5-3 en casa, por lo que se perdió la competencia. Desde entonces, Sudán continuó luchando por clasificarse para la Copa Africana de Naciones durante los siguientes 7 años. Tampoco tuvieron éxito en la clasificación para el Campeonato Africano de Naciones después de su tercer puesto en 2011 durante un tiempo hasta 2018.
En 2018 se clasificaron para el Campeonato Africano de Naciones de 2018 después de no lograrlo en dos competiciones anteriores y terminaron en tercer lugar, y fue visto como una señal que presagiaba una nueva era en el fútbol sudanés. Poco después, con una cosecha casi idéntica de jugadores, Sudán logró clasificarse para la Copa Africana de Naciones 2021, terminando por delante de la poderosa Sudáfrica, incluidas dos famosas victorias en casa contra Ghana y Sudáfrica y eliminó a los sudafricanos en el proceso, con éxito regresó a la AFCON después de nueve años. El optimismo aumentó cuando Sudán venció a Libia 1-0 en la clasificación para la Copa Árabe de la FIFA 2021, bajo la misma dirección del técnico francés Hubert Velud, dando la impresión de que Sudán pronto recuperaría su glorioso lugar entre las naciones futbolísticas árabes y africanas.
Sin embargo, Sudán tiene una apertura desastrosa durante la clasificación para la Copa Mundial de Fútbol de 2022. Siendo sorteados con otros estados árabes y la potencia de Marruecos, así como con Guinea y Guinea-Bisáu que nunca han participado en una Copa del Mundo como Sudán, los sudaneses todavía se consideraban algo mejores que las dos Guineas y podrían ser un competidor potencial contra Marruecos. Sudán comenzó su búsqueda con un 0-2 a domicilio ante los marroquíes en Rabat, que se consideró aceptable. Sin embargo, en el partido contra Guinea-Bisáu lo derrotó por completo a Sudán por 2-4, dejando al equipo en el último lugar y reduciendo las esperanzas de clasificarse para una primera Copa del Mundo. La esperanza de Sudán se desvaneció por completo después de ganar solo dos puntos después de dos empates consecutivos sobre Guinea, lo que convirtió a Sudán en el primer equipo en ser eliminado en el grupo.

## Últimos partidos y próximos encuentros
Actualizado al último partido jugado el 12 de agosto de 2025
| Fecha      | Ciudad        | Local    | Resultado      | Visitante     | Competición                            |
| ---------- | ------------- | -------- | -------------- | ------------- | -------------------------------------- |
| 04-09-2024 | Yuba          | Sudán    | 1:0            | Níger         | Clas. Copa Africana de Naciones 2025   |
| 09-09-2024 | Talatona      | Angola   | 2:1            | Sudán         | Clas. Copa Africana de Naciones 2025   |
| 10-10-2024 | Acra          | Ghana    | 0:0            | Sudán         | Clas. Copa Africana de Naciones 2025   |
| 15-10-2024 | Bengasi       | Sudán    | 2:0            | Ghana         | Clas. Copa Africana de Naciones 2025   |
| 27-10-2024 | Nuakchot      | Sudán    | 1:0            | Tanzania      | Clasificación Campeonato Africano 2025 |
| 03-11-2024 | Dar es Salaam | Tanzania | 1:0 (5:6 pen.) | Sudán         | Clasificación Campeonato Africano 2025 |
| 14-11-2024 | Lomé          | Níger    | 4:0            | Sudán         | Clas. Copa Africana de Naciones 2025   |
| 18-11-2024 | Bengasi       | Sudán    | 0:0            | Angola        | Clas. Copa Africana de Naciones 2025   |
| 22-12-2024 | Bengasi       | Sudán    | 2:0            | Etiopía       | Clasificación Campeonato Africano 2025 |
| 25-12-2024 | Bengasi       | Etiopía  | 1:2            | Sudán         | Clasificación Campeonato Africano 2025 |
| 13-03-2025 | Mascate       | Omán     | 0:0            | Sudán         | Partido amistoso                       |
| 22-03-2025 | Bengasi       | Sudán    | 0:0            | Senegal       | Clasificación Copa Mundial 2026        |
| 25-03-2025 | Bengasi       | Sudán    | 1:1            | Sudán del Sur | Clasificación Copa Mundial 2026        |
| 05-08-2025 | Stone Town    | Congo    | 1:1            | Sudán         | Campeonato Africano 2025               |
| 12-08-2025 | Stone Town    | Sudán    | 4:0            | Nigeria       | Campeonato Africano 2025               |
| 19-08-2025 | Stone Town    | Senegal  | -:-            | Sudán         | Campeonato Africano 2025               |

## Estadísticas

### Copa Mundial de Fútbol
| Copa Mundial de Fútbol | Copa Mundial de Fútbol  | Copa Mundial de Fútbol  | Copa Mundial de Fútbol  | Copa Mundial de Fútbol  | Copa Mundial de Fútbol  | Copa Mundial de Fútbol  | Copa Mundial de Fútbol  |
| Año                    | Ronda                   | J                       | G                       | E                       | P                       | GF                      | GC                      |
| ---------------------- | ----------------------- | ----------------------- | ----------------------- | ----------------------- | ----------------------- | ----------------------- | ----------------------- |
| 1930 - 1954            | No existía la selección | No existía la selección | No existía la selección | No existía la selección | No existía la selección | No existía la selección | No existía la selección |
| 1958                   | Se retiró               | Se retiró               | Se retiró               | Se retiró               | Se retiró               | Se retiró               | Se retiró               |
| 1962                   | Se retiró               | Se retiró               | Se retiró               | Se retiró               | Se retiró               | Se retiró               | Se retiró               |
| 1966                   | Se retiró               | Se retiró               | Se retiró               | Se retiró               | Se retiró               | Se retiró               | Se retiró               |
| 1970                   | No clasificó            | No clasificó            | No clasificó            | No clasificó            | No clasificó            | No clasificó            | No clasificó            |
| 1974                   | No clasificó            | No clasificó            | No clasificó            | No clasificó            | No clasificó            | No clasificó            | No clasificó            |
| 1978                   | Se retiró               | Se retiró               | Se retiró               | Se retiró               | Se retiró               | Se retiró               | Se retiró               |
| 1982                   | No clasificó            | No clasificó            | No clasificó            | No clasificó            | No clasificó            | No clasificó            | No clasificó            |
| 1986                   | No clasificó            | No clasificó            | No clasificó            | No clasificó            | No clasificó            | No clasificó            | No clasificó            |
| 1990                   | No clasificó            | No clasificó            | No clasificó            | No clasificó            | No clasificó            | No clasificó            | No clasificó            |
| 1994                   | Se retiró               | Se retiró               | Se retiró               | Se retiró               | Se retiró               | Se retiró               | Se retiró               |
| 1998                   | No clasificó            | No clasificó            | No clasificó            | No clasificó            | No clasificó            | No clasificó            | No clasificó            |
| 2002                   | No clasificó            | No clasificó            | No clasificó            | No clasificó            | No clasificó            | No clasificó            | No clasificó            |
| 2006                   | No clasificó            | No clasificó            | No clasificó            | No clasificó            | No clasificó            | No clasificó            | No clasificó            |
| 2010                   | No clasificó            | No clasificó            | No clasificó            | No clasificó            | No clasificó            | No clasificó            | No clasificó            |
| 2014                   | No clasificó            | No clasificó            | No clasificó            | No clasificó            | No clasificó            | No clasificó            | No clasificó            |
| 2018                   | No clasificó            | No clasificó            | No clasificó            | No clasificó            | No clasificó            | No clasificó            | No clasificó            |
| 2022                   | No clasificó            | No clasificó            | No clasificó            | No clasificó            | No clasificó            | No clasificó            | No clasificó            |
| 2026                   | Por disputarse          | Por disputarse          | Por disputarse          | Por disputarse          | Por disputarse          | Por disputarse          | Por disputarse          |
| 2030                   | Por disputarse          | Por disputarse          | Por disputarse          | Por disputarse          | Por disputarse          | Por disputarse          | Por disputarse          |
| 2034                   | Por disputarse          | Por disputarse          | Por disputarse          | Por disputarse          | Por disputarse          | Por disputarse          | Por disputarse          |
| Total                  | 0/22                    | -                       | -                       | -                       | -                       | -                       | -                       |

### Copa Africana de Naciones
| Copa Africana de Naciones | Copa Africana de Naciones | Copa Africana de Naciones | Copa Africana de Naciones | Copa Africana de Naciones | Copa Africana de Naciones | Copa Africana de Naciones | Copa Africana de Naciones |
| Año                       | Ronda                     | J                         | G                         | E                         | P                         | GF                        | GC                        |
| ------------------------- | ------------------------- | ------------------------- | ------------------------- | ------------------------- | ------------------------- | ------------------------- | ------------------------- |
| 1957                      | Tercer lugar              | 1                         | 0                         | 0                         | 1                         | 1                         | 2                         |
| 1959                      | Subcampeón                | 2                         | 1                         | 0                         | 1                         | 2                         | 2                         |
| 1962                      | No participó              | No participó              | No participó              | No participó              | No participó              | No participó              | No participó              |
| 1963                      | Subcampeón                | 3                         | 1                         | 1                         | 1                         | 6                         | 5                         |
| 1965                      | No participó              | No participó              | No participó              | No participó              | No participó              | No participó              | No participó              |
| 1968                      | No participó              | No participó              | No participó              | No participó              | No participó              | No participó              | No participó              |
| 1970                      | Campeón                   | 5                         | 4                         | 0                         | 1                         | 8                         | 3                         |
| 1972                      | Fase de grupos            | 3                         | 0                         | 2                         | 1                         | 4                         | 6                         |
| 1974                      | No participó              | No participó              | No participó              | No participó              | No participó              | No participó              | No participó              |
| 1976                      | Fase de grupos            | 3                         | 0                         | 2                         | 1                         | 3                         | 4                         |
| 1978                      | No clasificó              | No clasificó              | No clasificó              | No clasificó              | No clasificó              | No clasificó              | No clasificó              |
| 1980                      | No clasificó              | No clasificó              | No clasificó              | No clasificó              | No clasificó              | No clasificó              | No clasificó              |
| 1982                      | No clasificó              | No clasificó              | No clasificó              | No clasificó              | No clasificó              | No clasificó              | No clasificó              |
| 1984                      | No clasificó              | No clasificó              | No clasificó              | No clasificó              | No clasificó              | No clasificó              | No clasificó              |
| 1986                      | No clasificó              | No clasificó              | No clasificó              | No clasificó              | No clasificó              | No clasificó              | No clasificó              |
| 1988                      | No clasificó              | No clasificó              | No clasificó              | No clasificó              | No clasificó              | No clasificó              | No clasificó              |
| 1990                      | No clasificó              | No clasificó              | No clasificó              | No clasificó              | No clasificó              | No clasificó              | No clasificó              |
| 1992                      | No clasificó              | No clasificó              | No clasificó              | No clasificó              | No clasificó              | No clasificó              | No clasificó              |
| 1994                      | No clasificó              | No clasificó              | No clasificó              | No clasificó              | No clasificó              | No clasificó              | No clasificó              |
| 1996                      | No clasificó              | No clasificó              | No clasificó              | No clasificó              | No clasificó              | No clasificó              | No clasificó              |
| 1998                      | No clasificó              | No clasificó              | No clasificó              | No clasificó              | No clasificó              | No clasificó              | No clasificó              |
| 2000                      | No clasificó              | No clasificó              | No clasificó              | No clasificó              | No clasificó              | No clasificó              | No clasificó              |
| 2002                      | No clasificó              | No clasificó              | No clasificó              | No clasificó              | No clasificó              | No clasificó              | No clasificó              |
| 2004                      | No clasificó              | No clasificó              | No clasificó              | No clasificó              | No clasificó              | No clasificó              | No clasificó              |
| 2006                      | No clasificó              | No clasificó              | No clasificó              | No clasificó              | No clasificó              | No clasificó              | No clasificó              |
| 2008                      | Fase de grupos            | 3                         | 0                         | 0                         | 3                         | 0                         | 8                         |
| 2010                      | No clasificó              | No clasificó              | No clasificó              | No clasificó              | No clasificó              | No clasificó              | No clasificó              |
| 2012                      | Cuartos de final          | 4                         | 1                         | 1                         | 2                         | 4                         | 7                         |
| 2013                      | No clasificó              | No clasificó              | No clasificó              | No clasificó              | No clasificó              | No clasificó              | No clasificó              |
| 2015                      | No clasificó              | No clasificó              | No clasificó              | No clasificó              | No clasificó              | No clasificó              | No clasificó              |
| 2017                      | No clasificó              | No clasificó              | No clasificó              | No clasificó              | No clasificó              | No clasificó              | No clasificó              |
| 2019                      | No clasificó              | No clasificó              | No clasificó              | No clasificó              | No clasificó              | No clasificó              | No clasificó              |
| 2021                      | Fase de grupos            | 3                         | 0                         | 1                         | 2                         | 1                         | 4                         |
| 2023                      | No clasificó              | No clasificó              | No clasificó              | No clasificó              | No clasificó              | No clasificó              | No clasificó              |
| 2025                      | Clasificado               | Clasificado               | Clasificado               | Clasificado               | Clasificado               | Clasificado               | Clasificado               |
| 2027                      | Por definir               | Por definir               | Por definir               | Por definir               | Por definir               | Por definir               | Por definir               |
| Total                     | 10/35                     | 27                        | 7                         | 7                         | 13                        | 29                        | 41                        |

## Seleccionado local

### Campeonato Africano de Naciones
| Campeonato Africano de Naciones | Campeonato Africano de Naciones | Campeonato Africano de Naciones | Campeonato Africano de Naciones | Campeonato Africano de Naciones | Campeonato Africano de Naciones | Campeonato Africano de Naciones | Campeonato Africano de Naciones |
| Año                             | Ronda                           | J                               | G                               | E                               | P                               | GF                              | GC                              |
| ------------------------------- | ------------------------------- | ------------------------------- | ------------------------------- | ------------------------------- | ------------------------------- | ------------------------------- | ------------------------------- |
| 2009                            | No clasificó                    | No clasificó                    | No clasificó                    | No clasificó                    | No clasificó                    | No clasificó                    | No clasificó                    |
| 2011                            | Tercer lugar                    | 6                               | 4                               | 1                               | 1                               | 5                               | 2                               |
| 2014                            | No clasificó                    | No clasificó                    | No clasificó                    | No clasificó                    | No clasificó                    | No clasificó                    | No clasificó                    |
| 2016                            | No clasificó                    | No clasificó                    | No clasificó                    | No clasificó                    | No clasificó                    | No clasificó                    | No clasificó                    |
| 2018                            | Tercer lugar                    | 6                               | 4                               | 1                               | 1                               | 5                               | 3                               |
| 2021                            | No clasificó                    | No clasificó                    | No clasificó                    | No clasificó                    | No clasificó                    | No clasificó                    | No clasificó                    |
| 2023                            | Primera ronda                   | 3                               | 1                               | 0                               | 2                               | 4                               | 6                               |
| 2025                            | Clasificó                       | Clasificó                       | Clasificó                       | Clasificó                       | Clasificó                       | Clasificó                       | Clasificó                       |
| Total                           | 4/8                             | 15                              | 9                               | 2                               | 4                               | 14                              | 11                              |

### Copa de Naciones Árabe
| Copa de Naciones Árabe | Copa de Naciones Árabe | Copa de Naciones Árabe | Copa de Naciones Árabe | Copa de Naciones Árabe | Copa de Naciones Árabe | Copa de Naciones Árabe | Copa de Naciones Árabe |
| Año                    | Ronda                  | J                      | G                      | E                      | P                      | GF                     | GC                     |
| ---------------------- | ---------------------- | ---------------------- | ---------------------- | ---------------------- | ---------------------- | ---------------------- | ---------------------- |
| 1963                   | No participó           | No participó           | No participó           | No participó           | No participó           | No participó           | No participó           |
| 1964                   | No participó           | No participó           | No participó           | No participó           | No participó           | No participó           | No participó           |
| 1966                   | No participó           | No participó           | No participó           | No participó           | No participó           | No participó           | No participó           |
| 1985                   | No participó           | No participó           | No participó           | No participó           | No participó           | No participó           | No participó           |
| 1988                   | No participó           | No participó           | No participó           | No participó           | No participó           | No participó           | No participó           |
| 1992                   | No participó           | No participó           | No participó           | No participó           | No participó           | No participó           | No participó           |
| 1998                   | Fase de grupos         | 2                      | 1                      | 0                      | 1                      | 3                      | 5                      |
| 2002                   | Fase de grupos         | 4                      | 1                      | 1                      | 2                      | 4                      | 5                      |
| 2009                   | Cancelado              | Cancelado              | Cancelado              | Cancelado              | Cancelado              | Cancelado              | Cancelado              |
| 2012                   | Fase de grupos         | 3                      | 1                      | 2                      | 0                      | 4                      | 2                      |
| Copa Árabe de la FIFA  |                        |                        |                        |                        |                        |                        |                        |
| 2021                   | Fase de grupos         | 3                      | 0                      | 0                      | 3                      | 0                      | 10                     |
| Total                  | 4/11                   | 12                     | 3                      | 3                      | 6                      | 11                     | 22                     |

## Palmarés
- Copa Africana de Naciones (1): 1970.
- Copa CECAFA (3): 1980, 2006 y 2007.
- Copa LG (1): 2011.

## Entrenadores
- Saleh Rajab (1956)
- Jozsef Hada (1957–1959)
- Lozan Kotsev (1959-1964)
- Jiří Starosta (1964-1968)
- Muhamed Hassan Kheiri (1968–1970)
- Abdel Fatah Hemed (1970-1974)
- Ivan Yanko (1974–1976)
- Ebrahim Kabir (1976–1978)
- Burkhard Ziese (1978–1980)
- Muhamed Mazda (1996)
- Nasreldin Jaksa (1996)
- Sharafeldin Musa (1998)
- Muhamed Mahmoud (1999)
- Fawzi Almardi (2000)
- Zoran Đorđević (2000)
- Ahmed Babeker (2000-2002)
- Wojciech Lazarek (2002–2004)
- Muhamed Mazda (2005-2008)
- Stephen Constantine (2009–2010)
- Ahmed Babeker (2010)
- Muhamed Mazda (2010–2015)
- Ahmed Babeker (2015)
- Hamdan Hemed (2016)
- Muhamed Mazda (2016)
- Zdravko Logarušić (2017–2019)
- Khaled Bakhit (2020)
- Hubert Velud (2020–2021)
- Burhan Tia (2021–2023)
- Zaki Badou (2023)
- Kwesi Appiah (2023–presente)

## Jugadores

### Última convocatoria
Lista de jugadores para la Copa Africana de Naciones 2021:
| No. | Pos. | Jugador              | Fecha de nacimiento (edad)         | Apa. | Goles | Club                  |
| --- | ---- | -------------------- | ---------------------------------- | ---- | ----- | --------------------- |
| 1   | POR  | Ali Abu Eshrein      | 6 de diciembre de 1989 (35 años)   | 24   | 0     | Al-Hilal Club         |
| 23  | POR  | Mohamed Mustafa      | 19 de febrero de 1996 (29 años)    | 4    | 0     | Al-Merrikh SC         |
| 16  | POR  | Ishag Adam           | 1 de enero de 1999 (26 años)       | 1    | 0     | Al-Hilal Club         |
| 5   | DEF  | Salah Nemer          | 5 de febrero de 1992 (33 años)     | 12   | 0     | Al-Merrikh SC         |
| 6   | DEF  | Mustafa Karshoum     | 6 de diciembre de 1992 (32 años)   | 6    | 0     | Al-Merrikh SC         |
| 12  | DEF  | Mustafa Alfadni      | 24 de octubre de 1999 (25 años)    | 4    | 0     | Al-Ahly Shendi        |
| 17  | DEF  | Mazin Mohamedein     | 2 de mayo de 2000 (25 años)        | 4    | 0     | Tuti                  |
| 28  | DEF  | Moaiad Abdeen        | 21 de mayo de 1996 (29 años)       | 3    | 0     | Alamal SC Atbara      |
| 2   | DEF  | Muhamed Kesra        | 25 de octubre de 1996 (28 años)    | 2    | 0     | Hay Al-Arab SC        |
| 3   | DEF  | Elsadig Hassan       | 4 de septiembre de 1996 (28 años)  | 2    | 0     | Al-Shurta             |
| 7   | DEF  | Muhamed Amin         | 6 de noviembre de 1998 (26 años)   | 1    | 0     | Motala AIF            |
| 4   | DEF  | Amjad Ismail         | 1 de enero de 1993 (32 años)       | 1    | 0     | Al-Ahly Shendi        |
| 21  | MED  | Walieldin Khedr      | 15 de septiembre de 1995 (29 años) | 21   | 1     | Al-Hilal Club         |
| 19  | MED  | Dhiya Mahjoub        | 30 de mayo de 1995 (30 años)       | 19   | 0     | Al-Merrikh SC         |
| 14  | MED  | Mohamed Al Rashed    | 1 de enero de 1994 (31 años)       | 16   | 1     | Al-Merrikh SC         |
| 9   | MED  | Abdel Raouf          | 18 de julio de 1993 (32 años)      | 4    | 0     | Al-Hilal Club         |
| 11  | MED  | Gumaa Abas           | 3 de noviembre de 1994 (30 años)   | 4    | 0     | Al-Hilal Club         |
| 18  | MED  | Sharif Omer          | 19 de junio de 1992 (33 años)      | 2    | 0     | Al-Hilal              |
| 24  | MED  | Captain Bashir       | 1 de junio de 1994 (31 años)       | 1    | 0     | Alamal SC Atbara      |
| 26  | MED  | Alsheikh Muhamed     | 14 de junio de 1997 (28 años)      | 0    | 0     | Al Khartoum SC        |
| 20  | MED  | Suliman Zakaria      | 1 de enero de 1995 (30 años)       | 0    | 0     | Hay Al-Arab SC        |
| 10  | DEL  | Mohamed Abdel Rahman | 10 de julio de 1993 (32 años)      | 22   | 7     | Al-Hilal Club         |
| 22  | DEL  | Al-Jezoli Nouh       | 24 de octubre de 2002 (22 años)    | 10   | 0     | Al-Merrikh SC         |
| 15  | DEL  | Yasin Hamed          | 12 de septiembre de 1999 (25 años) | 9    | 0     | Nyiregyhaza Spartacus |
| 25  | DEL  | Musab Ahmed          | 10 de diciembre de 1993 (31 años)  | 2    | 0     | Al-Hilal Al-Ubayyid   |
| 8   | DEL  | Muhamed Zurga        | 18 de septiembre de 1998 (26 años) | 2    | 0     | Al-Merrikh SC         |